# Liste des communes françaises du Puy-de-Dôme ayant changé de nom au cours de la Révolution
Pour un article plus général, voir Liste des communes françaises ayant changé de nom au cours de la Révolution.
Cet article présente la liste des communes françaises du Puy-de-Dôme ayant changé de nom au cours de la Révolution.

## Puy-de-Dôme
| Commune                                                | Nom révolutionnaire        | Notice Ehess-Cassini |
| ------------------------------------------------------ | -------------------------- | -------------------- |
| Aigueperse                                             | Montplâtre                 | no 232               |
| Beaumont                                               | Bourg-Montagne             | no 31781             |
| Beauregard-l'Évêque                                    | Beauregard                 | no 3299              |
| Chapelle-Agnon (La)                                    | Agnon                      | no 8173              |
| Chapelle-Agnon (La)                                    | Agnon-Pierre-Blanche       | no 8173              |
| Chapelle-Agnon (La)                                    | Pierre-Blanche             | no 8173              |
| Châteaugay                                             | Bel-Air                    | no 27446             |
| Égliseneuve-près-Billom                                | Beauvallon                 | no 12529             |
| Mont-Dore (Le)                                         | Les Bains-du-Montdor       | no 2443              |
| Montmorin                                              | Mont-Libre                 | no 23697             |
| Pont-du-Château                                        | Pont-sur-Allier            | no 27616             |
| Roche-Noire (La)                                       | Roche-Margnat              | no 29374             |
| Saint-Alyre-d'Arlanc                                   | Alyre-le-Froid             | no 30289             |
| Saint-Alyre-ès-Montagne                                | Charlus                    | no 30292             |
| Saint-Amant-Roche-Savine                               | Roche-Savine               | no 30322             |
| Saint-Amant-Tallende                                   | Amant-la-Cheyre            | no 30333             |
| Saint-Anthème                                          | Pont-sur-Ance              | no 30436             |
| Saint-Babel                                            | Les Bois                   | no 30621             |
| Saint-Bonnet-le-Bourg                                  | Bonnet-le-Bourg            | no 4847              |
| Saint-Bonnet-le-Chastel                                | Bonnet-Libre               | no 30858             |
| Saint-Bonnet-lès-Allier                                | Bonnet-Rouge               | no 30765             |
| Saint-Cirgues (devenue Saint-Cirgues-sur-Couze)        | Marcelie                   | no 30942             |
| Saint-Cirgues (devenue Saint-Cirgues-sur-Couze)        | Marcellus                  | no 30942             |
| Saint-Dier (devenue Saint-Dier-d'Auvergne)             | Pont-Libre                 | no 31212             |
| Saint-Diéry                                            | Diéry-le-Franc             | no 31213             |
| Saint-Donat                                            | Donat-le-Franc             | no 31230             |
| Saint-Éloy-la-Glacière                                 | Montagne-Glacière          | no 31462             |
| Saint-Éloy-la-Glacière                                 | Mont-Glacière              | no 31462             |
| Saint-Étienne-sur-Usson                                | Puy-Chalin                 | no 31623             |
| Saint-Floret                                           | Roche-la-Couze             | no 31777             |
| Saint-Flour                                            | L'Isle-sur-Dore            | no 3247              |
| Saint-Flour                                            | Île-de-Dore                | no 3247              |
| Saint-Genès-la-Tourette                                | La Tourette                | no 31870             |
| Saint-Georges-de-Mons                                  | Mons-le-Libre              | no 31949             |
| Saint-Georges-sur-Allier                               | Fromental                  | no 31919             |
| Saint-Germain-Lembron                                  | Liziniac-Lembron           | no 32109             |
| Saint-Germain-l'Herm                                   | Herm-la-Montagne           | no 32117             |
| Saint-Gervais-sous-Meymont                             | Gervais-Maymont            | no 32144             |
| Saint-Gervazy                                          | Roche                      | no 32160             |
| Saint-Gervazy                                          | Rocher                     | no 32160             |
| Saint-Hérent                                           | Caribes                    | no 32242             |
| Saint-Jean-d'Heurs                                     | Heurs                      | no 32542             |
| Saint-Jean-des-Ollières                                | Puy-la-Garde               | no 32521             |
| Saint-Jean-en-Val                                      | Enval                      | no 32555             |
| Saint-Jean-en-Val                                      | Val-sur-Usson              | no 32555             |
| Saint-Jean-Saint-Gervais                               | Goulache                   | no 32141             |
| Saint-Julien-de-Coppel                                 | Roche-Coppel               | no 32675             |
| Saint-Just-de-Baffie (devenue Saint-Just)              | Bel-Air                    | no 32757             |
| Saint-Martin-d'Ollières                                | Ollières                   | no 33380             |
| Saint-Martin-des-Plains                                | Martin-des-Plains-Chargnat | no 21448             |
| Saint-Maurice                                          | Mont-Romain                | no 33557             |
| Saint-Pierre-Colamine                                  | Colamine-la-Montagne       | no 34105             |
| Saint-Pierre-Roche                                     | Roche                      | no 34238             |
| Saint-Quentin (devenue Saint-Quentin-sur-Sauxillanges) | Roche-Quentin              | no 34345             |
| Saint-Rémy-de-Blot                                     | Blot-le-Rocher             | no 34417             |
| Saint-Rémy-de-Chargnat                                 | Chargnat                   | no 8433              |
| Saint-Rémy-sur-Durolle                                 | Montoncel                  | no 34418             |
| Saint-Romain                                           | Romain-Libre-du-Mont-d'Or  | no 34468             |
| Saint-Sauves (devenue Saint-Sauves-d'Auvergne)         | Sauve-Libre                | no 34548             |
| Saint-Sauveur (devenue Saint-Sauveur-la-Sagne)         | Sauveur-le-Rocher          | no 34562             |
| Saint-Victor (devenue Saint-Victor-Montvianeix)        | Crédogne                   | no 34928             |
| Saint-Vincent                                          | Lassaigne                  | no 34961             |
| Saint-Yvoine                                           | Roche-sur-Allier           | no 32386             |
| Vic-le-Comte                                           | Vic-sur-Allier             | no 39767             |
| Vollore-Ville                                          | Vollore-Chignore           | no 40980             |